# 博雅航空213号班机空难
博雅航空213号班机是由巴基斯坦博雅航空（Bhoja Air）公司经营的国内定期客运航班，航班号为B4－213。2012年4月20日，巴基斯坦当地时间18时50分（北京时间21时50分）许，这架波音737-200飞机，从卡拉奇真纳国际机场起飞，由于恶劣天气坠毁在伊斯兰堡贝娜齐尔·布托国际机场。包括121名乘客和6名机组成员（也有说是118名乘客和9名机组人员）在内的全部127人在空难中丧生。
根据巴基斯坦民航局初步调查结果显示，在发生空难前，伊斯兰堡贝娜齐尔·布托国际机场塔台已批准飞机可以降落。客机与地面最后一次联系是在它坠毁前的三分钟，飞行高度是海拔2000米。当时，机长通知地面塔台飞机已经失去了控制，飞机的油箱发生了爆炸，随即与地面失去联系并坠毁。
有消息指出，出事的波音737-200型客机已经服役28年，是博雅航空公司从南非一家公司租赁的。博雅航空认为，由于飞机降落时，天空中大雨倾盆，雷电交加，飞机的墜毀可能是因为被闪电击中。

## 初步调查结果
根据巴方的初步调查结果来看，事发的直接原因可能有两种，一是飞机可能遇上微爆流，原因在于飞机坠毁前3分钟仍然处于2000多米的高度，飞机的下降速度实在太快了，很可能是微爆流导致；二是可能被闪电擊中，原因是根据根据目击者的描述推断，飞机在坠毁前尾部已经着火。这只是一种推测。
至于事故责任，初步调查报告中，巴基斯坦气象局局长表示当天气象局曾经分别于下午3点以及6点前警告过巴基斯坦民航局风压非常大，飞行会冒很大风险，民航管理局不应该允许飞机在本地降落。事故最终责任可能是人为疏忽导致。